# Бойко, Владимир Иванович
Влади́мир Ива́нович Бо́йко (19 сентября 1926, село Бердское, Сибирский край — 14 сентября 2011, Новосибирск) — советский и российский философ и социолог; специалист в области социальных процессов и эффективности форм социального управления, а также проблем развития малочисленных народов Севера. Член-корреспондент АН СССР с 23 декабря 1987 года по Отделению философии и права.

## Биография
Родился 19 сентября 1926 г. в с. Бердск Новосибирского округа Сибирского края.
Окончил факультет «Эксплуатация железных дорог» Новосибирского института военных инженеров транспорта (1949). Работал в сфере железнодорожного транспорта и в партийных органах: диспетчер, заместитель начальника станции, старший инженер Томской железной дороги (1949—1953), второй секретарь Первомайского райкома КПСС (1954—1957), заведующий отделом Новосибирского горкома (1957—1960), первый секретарь Железнодорожного райкома Новосибирска (1960—1962). В 1962—1965 годах — аспирант Академии общественных наук при ЦК КПСС в Москве; защитил кандидатскую диссертацию «Сочетание государственных и общественных начал в деятельности Советов депутатов трудящихся».
С 1965 года — и. о. учёного секретаря, старший научный сотрудник отдела гуманитарных исследований Института экономики и организации промышленного производства СО АН СССР. Ученый секретарь (1966—1969), заведующий сектором (1969), заведующий отделом (1970—1983), заместитель директора (1983—1990) ИИФФ СО АН СССР. В 1975 году защитил докторскую диссертацию «Социальные проблемы развития народов Нижнего Амура». Преподавал в Высшей партийной школе (Новосибирск): доцент, профессор (1979—1991).
В 1991—1997 годах — директор Института философии и права ОИИФФ СО РАН, с 1997 года — советник директора Института философии и права. Советник РАН (1996), руководитель группы этносоциального мониторинга Института археологии и этнографии СО РАН (с 2001).
Скончался 14 сентября 2011 года. Похоронен на Южном кладбище Новосибирска (квартал 29).

## Научная деятельность
Основатель научного направления по комплексному изучению проблем общественного развития народов российского Севера, Сибири и Дальнего Востока в условиях интенсивного промышленного освоения этих территорий. В рамках этого направления под его руководством были проведены исследования по этнографии и социологии народов Сибири; изучены социальные проблемы, связанные с современным экономическим и культурным положением народов Сибири.
С 1981 по 1989 год возглавлял республиканскую Межведомственную комиссию СО АН СССР, СО АМН СССР и СО ВАСХНИЛ, которая осуществляла координацию социально-экономических, медико-биологических и лингвистических исследований актуальных проблем развития малочисленных народностей Севера. Результатом деятельности комиссии стало принятие государственной комплексной прогнозной концепции развития народов Севера (1988). Разработанные В. И. Бойко теоретико-методологические и организационные принципы, система методов сбора, обработки и анализа массовой социологической и статистической информации реализованы в ряде крупномасштабных исследовательских проектов, имевших региональное, общероссийское и международное значение. В частности, они позволили осуществить взаимодействие академических подразделений с научными учреждениями сибирских автономий. Под руководством В. И. Бойко были успешно проведены исследования проблем социального развития Тувы, Якутии, Хакасии, а также народов Нижнего Амура, Сахалина, зоны БАМа и других регионов.
Председатель Региональной межведомственной комиссии Совета министров РСФСР по координации исследований проблем развития народностей Севера (1981—1991), заместитель председателя бюро Сибирского отделения Советской социологической ассоциации (с 1974), заместитель председателя Объединённого учёного совета по гуманитарным наукам СО РАН (1987—2002).
Принципы комплексного подхода, координации и интеграции исследований были положены в основу деятельности организованного и возглавляемого им Института философии и права СО РАН. В рамках разработанной и реализуемой под его руководством исследовательской программы «Ценности и технологии устойчивого и социального развития» объединились усилия специалистов по истории философии, теории познания, социальной философии, теоретической и прикладной социологии, социальной экологии, праву; развернулось изучение проблем гуманизации человеческой деятельности, трансформации системы ценностей в изменяющемся мире, развития культуры, образования, науки, изменения форм собственности и занятости населения, а также разработки социальных, в том числе правовых, технологий.

## Основные работы
- Опыт социологического исследования проблем развития народов Нижнего Амура. Новосибирск, 1973;
- Социальное развитие народов Нижнего Амура. Новосибирск, 1977;
- Социально-профессиональная мобильность эвенков и эвенов Якутии. Новосибирск, 1981 (в соавт.);
- Социально-экономическое развитие народностей Севера. Новосибирск, 1988. 320 с.;
- Сибирь. Пути устойчивого развития: (Социо-гуманитарный аспект). Новосибирск, 2006 (в соавт.)

## Награды и звания
Награждён медалями: 
- «За освоение целинных земель» (1958);
- «За доблестный труд. В ознаменование 100-летия со дня рождения В. И. Ленина» (1970);
- «Ветеран труда» (1982);
- орденом Дружбы (1997)[1].
- Заслуженный деятель науки РСФСР (1986)[1].